# Christian Frederik Haxthausen (officer)
 For alternative betydninger, se Christian Frederik Haxthausen. (Se også artikler, som begynder med Christian Frederik Haxthausen)
Christian Frederik greve (von) Haxthausen (født 19. juli 1690 i Pyrmont, død 26. december 1740 i Oldenburg) var en dansk officer.
Han var søn af Anton Wolf Haxthausen og blev atten år gammel fændrik ved Prins Georgs og året efter sekondløjtnant ved Prins Carls Regiment i Nederlandene. Allerede 1711 blev han kaptajn, men kom snart efter hjem, i et han blev ansat ved Fodgarden og tillige som kammerjunker hos enkedronning Charlotte Amalie. 1716 blev han major og endnu samme år oberstløjtnant ved von der Lühes (siden Johannsens) hvervede Regiment, med hvilket han deltog i de følgende års felttog i Norge, bl.a. i Hølandsaffæren og siden som chef for Soldatesken på den norske skærgårdseskadre. 1718 udnævntes han til oberst og chef for 1. Trondhjemske Infanteriregiment og tog 1719 del i indfaldet i Bohuslen. Straks efter freden 1720 blev Haxthausen forsat til Danmark som chef for Aarhus Stifts nationale Infanteriregiment, som han endnu samme år byttede med østsjællandske nationale Dragonregiment. 1730 blev han chef for Dronningens Livregiment, men beholdt dette ikke engang et år, idet han efter kort forinden at have fået kammerherrenøglen ved nytår 1731 blev deputeret i Landetatens Generalkommissariat. 1735 fik han Dannebrogordenen og arvede samme år efter sin moder godset Nienfelde i Oldenborg (af slægtens stamgodser havde han tidligere arvet Tienhausen, Hemsen og Eisborn). 6. april 1736 blev han derhos optaget i grevestanden, med et efter moderens, det aldenburgske, dannet våben, og udnævnt til overlanddrost i Oldenborg, hvilken post netop var blevet ledig. Her døde han allerede 26. december 1740. Han var også udnævnt til generalkrigskommissær, overforstander for klosteret i Oldenburg og assessor i Højesteret.
29. august 1721 havde han ægtet Margrethe Hedevig Juel (1702-1752)